# Cavalheiro Ostiário do Bastão Negro
O Cavalheiro Ostiário do Bastão Negro, geralmente abreviado como Bastão Negro, é um oficial nos parlamentos de alguns países da Commonwealth. A posição tem como origem a Casa dos Lordes do Parlamento britânico. Seu equivalente na Casa dos Comuns é o Sargento de armas. Ele também é um dos oficiais da Ordem da Jarreteira.

## Origem
O ofício foi criado em 1350 pela carta-patente, ainda que o título atual date de 1522. Poderia se dizer que se trata de um porteiro, um agente principal de segurança cerimonial.  A posição foi adotada por outros membros da Commonwealth quando estes copiaram o sistema Westminster britânico. O título deriva do bastão de ofício, um bastão de ébano encabeçado por um leão de ouro, que é o símbolo principal da autoridade do ofício.